# 維卡爾斯島
65°51′S 54°24′E / 65.850°S 54.400°E
維卡爾斯島是南極洲的島嶼，位於南冰洋海域，距離恩德比地約3.7公里，該島在1930年1月12日被發現，名字取自提供探險隊制服布匹的澳洲紡織公司，島上無人居住。